# St. Andreas (Unterau)

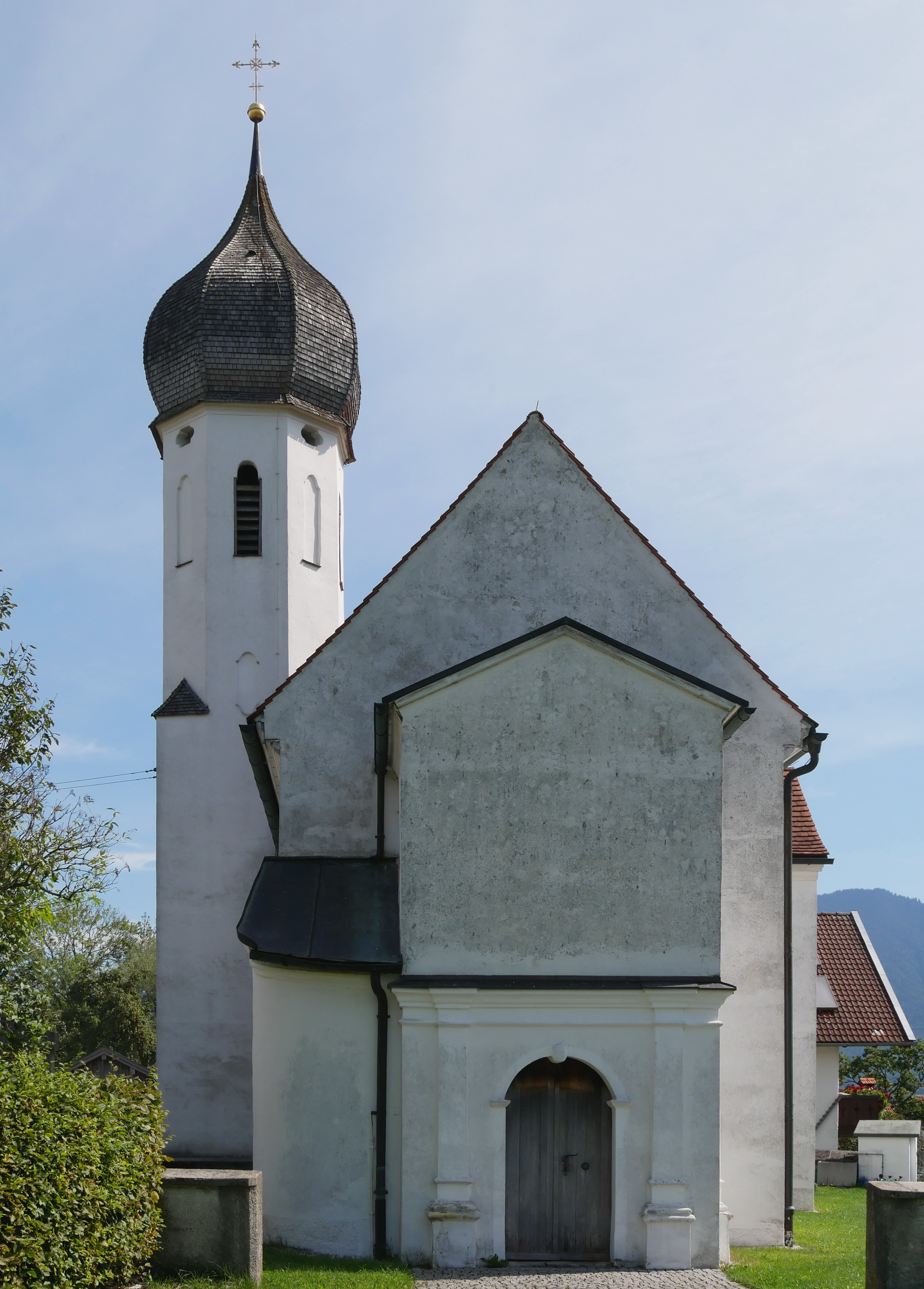
St. Andreas in Unterau von Westen

Die römisch-katholische Filialkirche St. Andreas in Unterau, einem Gemeindeteil von Schlehdorf im oberbayerischen Landkreis Bad Tölz-Wolfratshausen, gehört als Teil der Pfarrei St. Tertulin Schlehdorf im Pfarrverband Heimgarten-Schlehdorf-Ohlstadt-Großweil zum Dekanat Werdenfels des Erzbistums München und Freising. Das Gotteshaus mit der Adresse Unterau 49 steht unter Denkmalschutz.

## Geschichte
Die Kirche stammt im Kern aus dem 15./16. Jahrhundert. Im Jahr 1719 wurde sie erhöht und barock umgestaltet.

## Beschreibung und Ausstattung
Die geostete barockisierte Saalkirche besitzt im Norden einen Zwiebelturm. Der Chor ist eingezogen.
Das Gemälde im Hochaltar zeigt den Apostel Andreas.
Die Kirche ist umgeben von der Friedhofsmauer aus Bruchstein mit Tuffdeckplatten. Sie stammt aus dem 18. Jahrhundert.